# آلبرتو سوردی
آلبرتو سوردی (به ایتالیایی: Alberto Sordi) (زاده ۱۵ ژوئن ۱۹۲۰ – ۲۵ فوریه ۲۰۰۳) بازیگر ایتالیایی بود. او همچنین کارگردان سینما و دوبلور نقش اولیور هاردی در فیلم‌های لورل و هاردی در زبان ایتالیایی بود.

## گزیده فیلم‌شناسی
بازیگر:
- بدبختی‌های آقای تراوت (۱۹۴۵)
- جنایت جووانی اپیسکوپو (۱۹۴۷)
- توتو و سلطان رم (۱۹۵۱)
- شیخ سفید (۱۹۲۵)
- یک روز در محکمه (۱۹۵۳)
- ولگردها (۱۹۵۳)
- در پاسگاه پلیس رخ داد (۱۹۵۴)
- قهرمان زمان ما (۱۹۵۴)
- یک قهرمان امروزی (۱۹۵۵)
- پسرم نرون (۱۹۵۶)
- وداع با اسلحه (۱۹۵۷)
- فورتونلا (۱۹۵۸)
- زن طناز، مرد حقه‌باز (۱۹۵۸)
- جنگ بزرگ (۱۹۵۹)
- قضاوت جهانی (۱۹۶۱)
- دو دشمن (۱۹۶۲)
- مافیایی (۱۹۶۲)
- بوم (۱۹۶۳)
- نعلبکی بال‌دار (۱۹۶۴)
- همسرم (۱۹۶۴)
- مردان باشکوه در ماشین‌های پرنده (۱۹۶۵)
- ساخت ایتالیا (۱۹۶۵)
- ببخشید، موافقید یا مخالف؟ (۱۹۶۶)
- پری‌ها (۱۹۶۶)
- پزشک بیمه سلامت (۱۹۶۸)
- اعتراض عمومی (۱۹۷۰)
- زندانی در انتظار رای دادگاه (۱۹۷۱)
- دوست داشتن شاید مردن (۱۹۷۵)
- نشان تو چیست؟ (۱۹۷۵)
- بورژوای کوچک کوچک (۱۹۷۷)
- شاهد (۱۹۷۸)
- تعطیلات کجا بودی؟ (۱۹۷۸)
- بیمار خیالی (۱۹۷۹)
- راه‌بندان (۱۹۷۹)
- خسیس (۱۹۹۰)
- نامزد (۱۹۸۹)

کارگردان:
- دود لندن (۱۹۶۵)
- ببخشید، موافقید یا مخالف؟ (۱۹۶۶)
- یک ایتالیایی در آمریکا (۱۹۶۷)
- عشق من، کمکم کن (۱۹۶۹)
- زوج‌ها (۱۹۷۰)[۱]